# Zug (Einheit)
Zug war ein  Salzmaß in Regensburg, das einer Schiffsladung entsprach, das waren elf Scheiben Salz oder 11.000 Stücke oder 16.500 bis 16.800 Zentner. 